# 大口翼牙䱛
大口翼牙䱛為輻鰭魚綱鱸形目鱸亞目石首魚科的其中一種，分布西太平洋區的婆羅洲海域，棲息深度150公尺，體長可達50公分，棲息在沿海、河口區，可做為食用魚。